# Bulia similaris
Bulia similaris är en fjärilsart som beskrevs av Richards 1936. Bulia similaris ingår i släktet Bulia och familjen nattflyn. Inga underarter finns listade i Catalogue of Life.